# 分体论 (逻辑学)
在哲学方面，分体论（该单词源自希腊语；其中，词头“meros”意思是“部分”或者说“组成部分”，而词尾“-logy”则指的是研究、学问、讨论和科学），是指一套与组成部分及其相应整体有关的公理化一阶理论。分体论既指的是谓词逻辑的一种应用，又指的是形式本体论的一个分支。